# Oligopithecidae
Oligopithecidae es una familia extinta de primates que vivieron desde finales del Eoceno hasta principios del Oligoceno en Egipto (hace entre 36 y 33 millones de años). Sus miembros probablemente fueron insectívoros teniendo en cuenta que poseían molares con una disposición simple de las cúspides. Esta familia divergió del linaje de los actuales monos del Viejo Mundo y los simios algún tiempo después de que los monos del Nuevo Mundo se hubieran separado.